# Glyn James
Edward Glyn James (født 17. december 1941 i Llangollen, Wales) er en walisisk tidligere fodboldspiller (centerhalf).
På klubplan tilbragte James hele sin aktive karriere, fra 1959 til 1974, hos Blackpool F.C. i England. Han nåede næsten 400 ligakampe for klubben, der i denne periode spillede i både den bedste og næstbedste engelske række.
James spillede desuden ni kampe for Wales' landshold.